# キャラクターデザイン

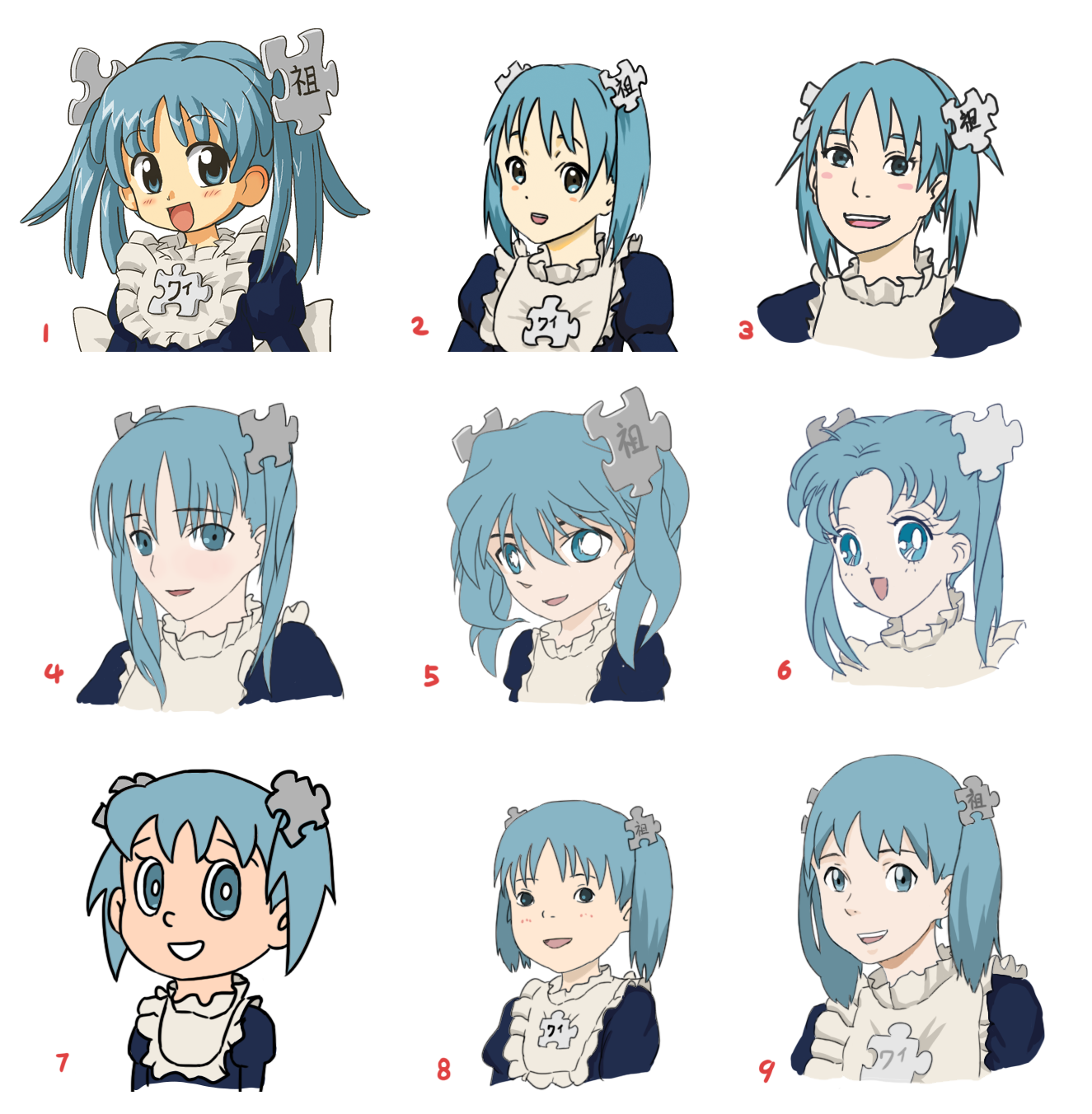
様々なキャラクターデザイン

キャラクターデザインとは、アニメ・映画・コンピュータゲームなどに登場する登場人物（キャラクター）の外見やイメージをデザインすること。略して「キャラデザ」「キャラデ」とも称する。また、その業務の担当者のことは「キャラクターデザイナー」と称する。キャラクターデザイナーについても前述の略称を用いることがある。

## デザインのリファイン
原作のキャラクターデザインを派生作品のために翻案することはキャラクターデザインのリファインと呼ばれる。
メディアミックスや商品展開の浸透により、原作のキャラクターデザインを派生作品向けに翻案するケースが多くある（例: 小説の漫画化、漫画のアニメ化、アニメのパチンコ化）。リファインでは絵柄の最適化（例: 線密度や色数の単純化）や原作で視覚化されていない要素の追加（例: 背中姿、小物類）などがおこなわれる。
アニメ制作ではキャラクター原案からキャラクターデザインへの翻案がリファインに相当する（⇒ #キャラクター原案）。

## キャラクターの描き分け
複数キャラクターが登場する作品のキャラクターデザインでは「キャラクターの描き分け」がしばしば重視される。
各キャラクターは性格などのキャラクター設定が視覚的に伝わるようデザインされる。それと同時に、他キャラクターとの書き分け・差別化も考慮してデザインされる。これは複数キャラクターが並んだ際の認知負荷を下げるためや、商品化の際のバリエーションを広げるためなどが理由である。
書き分け時に意識される属性の一例として以下が挙げられる：
- 身体
  - 髪
    - 髪型
    - 髪色: 自然色、人工色（ピンク髪）
    - アホ毛: 有無、動き具合、自立具合

  - ほくろ: 有無、位置
  - 肌の色
- 服飾

設定（例: そっくりさん、双子、クローン、パラレルワールド）により完全同一デザインがありうる場合でも、作劇の都合でキャラクター間に小さな相違点を設定するのが一般的である。例として『∀ガンダム』のディアナ・ソレルとキエル・ハイムは瞳のハイライトの有無や肌と髪の微妙な色合いで判別可能である。

## キャラクター種別に基づく分類
キャラクターデザインはキャラクターの種類によって分類できる。以下はその一例である：
- メカデザイン: ロボットなど、機械的なキャラクターのデザイン
- クリーチャーデザイン: モンスターデザインとも。非人間的かつ生き物的な存在のデザイン（例: 怪人、怪獣、異形の生物）

## 分野ごとのキャラクターデザイン
様々な分野でキャラクターデザインが存在し、分野ごとに特有の要素や工程が存在する。以下はその一例である。

### 実写映画・テレビ番組
『ウルトラシリーズ』、『仮面ライダーシリーズ』、『スーパー戦隊シリーズ』、『ゴジラ』といった特撮ヒーロー作品・特撮映画作品においてもキャラクターデザインという役職は存在しており、この場合は主にきぐるみやコスチュームのデザインを行う担当者を意味してキャラクターデザイナーという職が設定される。
実写作品は役者が顔出しで演技するものであり、人相の設定は必要がないが、変身ヒーローの場合はマスクやコスチュームなどがデザインされる。また、専用武器などの装備類についてはメカ専門のデザイナーが担当することが多いが、一部のものについては服装とのデザインの一貫性を持たせるためにキャラクターデザイナーらが必要なデザインを行うこともある。
特撮テレビ番組などはそのマーチャンダイジングによって大部分の収益を稼ぎ出す構造になっており、そのメインスポンサーである玩具メーカーの社内もしくは関連デザイン会社の玩具デザイナーが企画段階から商品展開を見越した形で、メインのキャラクターや登場するメカニックなどのデザインを行うことが多い。ただしこの傾向は、企業グループ内にデザインセクションを持つバンダイの提供する作品に事実上限定される。タカラやトミーはそもそも社内にデザイナーを置いてのデザインワークにバンダイほど力を入れてはおらず、スポンサーとなった作品でも玩具用ギミックの提示に留まっていることがほとんどである。これは両社が合併してタカラトミーとなった後も変わっていない。
なお東映製作の特撮作品、特に1970年代後半以降の作品では、キャラクターデザインとして、クレジットされるデザイナーは主に敵側のキャラクターの衣装や着ぐるみ、そして敵側の各種メカニックや小物などを担当していた。これは前述の通り、番組のスポンサーであるバンダイ（1983年（昭和58年）までは子会社だったポピー）のデザイン部門に所属するデザイナーがマーチャンダイジングも考慮してヒーロー側のデザインを担当するのが既定路線であると共に、その名前を番組中ではクレジットしないことも慣例化していたためである。なお21世紀に入ってからは、そのデザイン部門が発展したPLEXの名前が明記されるケースも多い。また劇中の設定やガジェット、担当するデザインに合わせて、その名称や肩書がより細かく明記されることも多くなっている。例としては平成仮面ライダーシリーズに良く見られる「クリーチャーデザイン」など。この場合、キャラクターデザインは石森プロ所属のデザイナーとされることが多いが、実際にはプレックスとの共同作業である。

### 漫画・小説
新たに発表される小説本に添える挿絵として、イラストレーター・漫画家などにより小説の登場人物の外見・服飾などがデザインされることがある。この場合にはキャラクターデザインではなく、挿絵、本文イラストといった呼称が使用される。
小説などを原作とする漫画化作品の場合、既存の人物イメージが薄い場合や自由度が高い場合は必要に応じて漫画化の担当者などが登場人物の外見をデザインする。挿絵などでイメージが存在する場合はそれを叩き台として漫画用のキャラクターがデザインされる。
長期連載の漫画・小説ではキャラクターデザインの変化がしばしば見られる。その要因は作者・作品・掲載誌・読者など多岐にわたる。一例として「作者の画風変化」「アシスタントの交替」「作画機材の変更・デジタル化」「作品の方針転換」「掲載誌〆切への適応」が挙げられる。これらの結果、主役格のキャラクターでも作品のスタート時点と最新時点で頭身や顔つきまでもが変わるケースもある。ギャグ漫画では自身のデザイン変化を自らネタにすることもある（例: 『Dr.スランプ』『ケロロ軍曹』）。

### コンピュータゲーム
コンピュータゲームにおけるキャラクターデザインはキャラクターの人相・髪型・服装などの外見を、監督や脚本家の設定を参考にデザインすることである。
主にロールプレイングゲームや恋愛シミュレーションゲームが中心であるが、アクションゲームやシューティングゲームなどでもオープニングデモ・エンディングデモのムービーやインストラクションカード、必殺技のカットインなどで必要な各種設定画が用意され、そこに人物が登場する場合にはキャラクターのデザインは必要となる。コンピュータゲームでは必要に応じて3Dモデルも作成される。
専任を置かず内製グラフィック担当が兼任する場合、「キャラクターデザイン」ではクレジットされないことが多い（クレジットされた例: 野村哲也、吉田明彦）。外注先は専業キャラクターデザイナー・漫画家・イラストレーターが多い。アニメーターは比較的少ない（例: アニメとのタイアップ/メディアミックス）。
アダルトゲームでは原画担当による兼任がほとんどである。そのため「原画」「原画家」の語が「キャラクターデザイナー」の意で用いられることも多い。アダルトゲーム業界は開発チームが小規模で個人への依存度が高いことが多く、キャラクターデザイナーの影響力も大きい。そのためキャラクターデザイナー個人の成長・著名化・独立・転向・凋落などが開発チーム・ブランド・会社の存亡を実際に直接左右してきた歴史がある。

### アニメ
アニメ制作におけるキャラクターデザインはキャラクターの外見設定、あるいはこれをデザインする工程・役職である。
アニメにおいてキャラクターは動くため、手描きアニメーションが可能なシンプルさをもったデザインが求められる。またアニメ制作は多人数分業であり一貫性を担保する必要があるため、三面図・表情集・基本動作集などの詳細なデザインが求められる。アニメ制作工程としては設定のサブ工程にあたり、設定画は以降のプロダクション工程における基礎資料となる。アニメ制作職としては1作品に原則1人のみが置かれ、総作画監督を兼任する場合が多い。キャリアとしてはアニメーター出身が多い。